# دان سوليفان (سياسي أمريكي)
دان سوليفان (بالإنجليزية: Dan Sullivan)‏ هو شخصية أعمال وسياسي أمريكي، ولد في 16 يونيو 1951 في فيربانكس في الولايات المتحدة. حزبياً، نشط في الحزب الجمهوري. وقد انتخب عمدة أنكوريج (1 يوليو 2009 – 1 يوليو 2015).